# Sebastiaan Pot
Sebastiaan Pot (Rotterdam, 12 december 1983) is een Nederlands voormalig voetballer die als verdediger voor Sparta Rotterdam en Stormvogels Telstar speelde.

## Carrière
Sebastiaan Pot speelde in de jeugd van Feyenoord, SC Feyenoord, VV Nieuwerkerk en Sparta Rotterdam. Hij debuteerde voor Sparta in de Eerste divisie op 16 april 2004, in de met 0-0 gelijkgespeelde thuiswedstrijd tegen TOP Oss. Het seizoen erna, waarin Sparta naar de Eredivisie promoveerde, kwam hij niet in actie en in het seizoen 2005/06 werd hij teruggezet naar Jong Sparta. De tweede seizoenshelft werd Pot verhuurd aan Stormvogels Telstar, waar hij twee wedstrijden speelde. Nadat zijn contract bij Sparta in 2006 afliep, vertrok hij naar DOTO. Hierna speelde hij nog voor vv Capelle, SV JHR, RKSV Leonidas, XerxesDZB en ASWH.

### Statistieken
| Seizoen                   | Club                  | Land           | Competitie     | Competitie | Competitie | Beker | Beker | Overig | Overig | Totaal | Totaal |
| Seizoen                   | Club                  | Land           | Competitie     | Wed.       | Dlp.       | Wed.  | Dlp.  | Wed.   | Dlp.   | Wed.   | Dlp.   |
| ------------------------- | --------------------- | -------------- | -------------- | ---------- | ---------- | ----- | ----- | ------ | ------ | ------ | ------ |
| 2003/04                   | Sparta Rotterdam      | Nederland      | Eerste divisie | 2          | 0          | 0     | 0     | 2      | 0      | 4      | 0      |
| 2004/05                   | Sparta Rotterdam      | Nederland      | Eerste divisie | 0          | 0          | 0     | 0     | 0      | 0      | 0      | 0      |
| 2005/06                   | Sparta Rotterdam      | Nederland      | Eredivisie     | 0          | 0          | 0     | 0     | –      | –      | 0      | 0      |
| 2005/06                   | → Stormvogels Telstar | Nederland      | Eerste divisie | 2          | 0          | 0     | 0     | –      | –      | 2      | 0      |
| Carrièretotaal            | Carrièretotaal        | Carrièretotaal | Carrièretotaal | 4          | 0          | 0     | 0     | 2      | 0      | 6      | 0      |
| Bijgewerkt op 18 mei 2019 |                       |                |                |            |            |       |       |        |        |        |        |